# 拉古斯
拉古斯（希臘語： Λάγος；前四世紀人物），出身歐耳代亞（Eordaea），他可能是托勒密王朝開創者托勒密一世的父親，不然就是托勒密名義上的父親。
拉古斯他娶了馬其頓國王腓力二世的小妾阿爾西諾伊為妻，但據稱他們結婚時阿爾西諾伊已經懷孕，因此托勒密一世可能是腓力二世的私生子。然而這也可能是後來托勒密王朝為了與阿吉德王朝連結，所編造出來的故事。根據普魯塔克所記載的軼事，拉古斯的身世模糊，之後的忒奧克里托斯稱呼托勒密是海克力斯的後裔，暗示托勒密一世是腓力二世的兒子。拉古斯後來娶了安提帕特兄弟卡山德的女兒安提戈涅作為第二任妻子，成為貝勒尼基的繼父。一般而言，認為貝勒尼基的生父是馬其頓貴族馬格斯，但最初史料對於貝勒尼基生父名字記載的地方已經有些損壞，難以辨讀，因此產生生父是拉古斯的另一種解讀。 

## 來源
1. ↑  保薩尼亞斯 (地理學家), Description of Greece, i. 6; 庫爾蒂烏斯·魯夫斯, Historia Alexandri Magni, ix. 8; 蘇達辭書, s.v. "Lagos"
2. ↑  普魯塔克, Moralia, "Concerning the Cure of Anger. A Dialogue", 9 (42 MB PDF)
3. ↑  忒奧克里托斯, Idylls, xvii. 7
4. ↑  Scholia ad Theocritum

- 威廉·史密斯，《希腊羅馬的神話和傳記辭典》, "Lagus (1)" （页面存档备份，存于）, 波士頓, (1867)